# Списък на политическите партии в Русия
Партийната система в Русия е с една доминираща партия, управляващата от създаването си през 2001 година Единна Русия, и няколко значително по-малки партии. Официално са регистрирани 7 партии.

## Парламентарно представени партии
| Партия                                     | Места в парламента | Идеология        |
| ------------------------------------------ | ------------------ | ---------------- |
| Единна Русия                               | 343                | Консерватизъм    |
| Комунистическа партия на Руската федерация | 42                 | Комунизъм        |
| Либерално-демократическа партия на Русия   | 39                 | Национализъм     |
| Справедлива Русия                          | 23                 | Социалдемокрация |
| Всерусийска политическа партия „Родина“    | 1                  | Национализъм     |
| Гражданска платформа                       | 1                  | Консерватизъм    |
| независими                                 | 1                  |                  |

## Други регистрирани партии
- Патриоти на Русия
- Руска обединена демократическа партия „Яблоко“
- Право дело

## Нерегистрирани партии, коалиции и движения
- Автономно действие
- Асоциация на анархистите
- Демократичен съюз
- Велика Русия
- Евразийски младежки съюз
- Комитет за национално спасение
- Конгрес на руските общини
- Руска либетарианска партия
- Интерпрофесионален работнически съюз
- Народно опълчение
- Руска комунистическа работническа партия-Руска партия на комунистите
- Руска национална социалистическа партия
- Нация на свободата
- Национал-демократичен алианс
- Младежко движение Отбрана
- Обединен граждански фронт
- Партия дела
- ПАРНАС
- Национално-партиотически фронт „Памет“
- Пиратска партия на Русия
- Революционна работническа партия
- Руско национално единство
- Руски граждански съюз
- Руски социалдемократически съюз на младежите
- Социалдемократичен съюз
- Русские
- ТИГР
- Трудова Русия
- Народна национална партия